# أبو قيس بن الوليد بن المغيرة
أبو قَيس بن الوليد بن المُغَيرة بن عبد الله المخزومي القرشي (30 ق هـ - 2 هـ / 593م - 624م) من فُرَسان قبيلة قريش في الجاهلية وهو ابن الوليد بن المغيرة سيد بني مخزوم من قريش وأخو الصحابي خالد بن الوليد والصحابي الوليد بن الوليد، شَهد أبو قيس بن الوليد غزوة بدر مع المشركين وقُتِل فيها كافراً على يد علي بن أبي طالب قال البلاذري: «أبو قيس بن الوليد بن المغيرة قتل يوم بدر كافراً قتله علي بن أبي طالب رضي الله عنه ولا عقب له».

## نسبه
- هو: أبو قَيس بن الوليد بن المُغَيرة بن عبد الله بن عُمَر بن مَخزوم بن يقظة بن مرة بن كعب بن لؤي بن غالب بن فهر بن مالك بن قريش بن كنانة بن خزيمة بن مدركة بن إلياس بن مُضَر بن نزار بن معد بن عدنان المخزومي القُرَشي الكناني.
- أمه هي: حنتمة بنت شيطان واسمه عبد الله بن عمرو بن كعب بن وائلة بن الأحمر بن الحارث بن عبد مناة بن كنانة بن خزيمة الكنانية.[2]